# 多瓣豹蛛
多瓣豹蛛（学名：Pardosa multivaga）为狼蛛科豹蛛属的动物。在中国大陆，分布于北京、河北等地。该物种的模式产地在北京。